# Stolac (Bugojno, BiH)
Stolac naseljeno mjesto u općini Bugojno, Federacija Bosne i Hercegovine, BiH.

## Stanovništvo

### 1991.
Nacionalni sastav stanovništva 1991. godine, bio je sljedeći:
ukupno: 9
- Srbi - 9 (100%)

### 2013.
Na popisu stanovništva 2013. godine bilo je bez stanovnika.